# Gámeza
Gámeza es un municipio colombiano situado en la provincia de Sugamuxi, en el departamento de Boyacá. Según el censo de 2018, tiene una población de 4850 habitantes.

## Toponimia
El nombre de Gámeza corresponde al nombre del cacique chibcha Gamza, gobernante en la zona, cuyo significado procede de la expresión compuesta de dos palabras: ga,que significa «siervo del sol y del diablo», y za, que significa «noche».

## Geografía

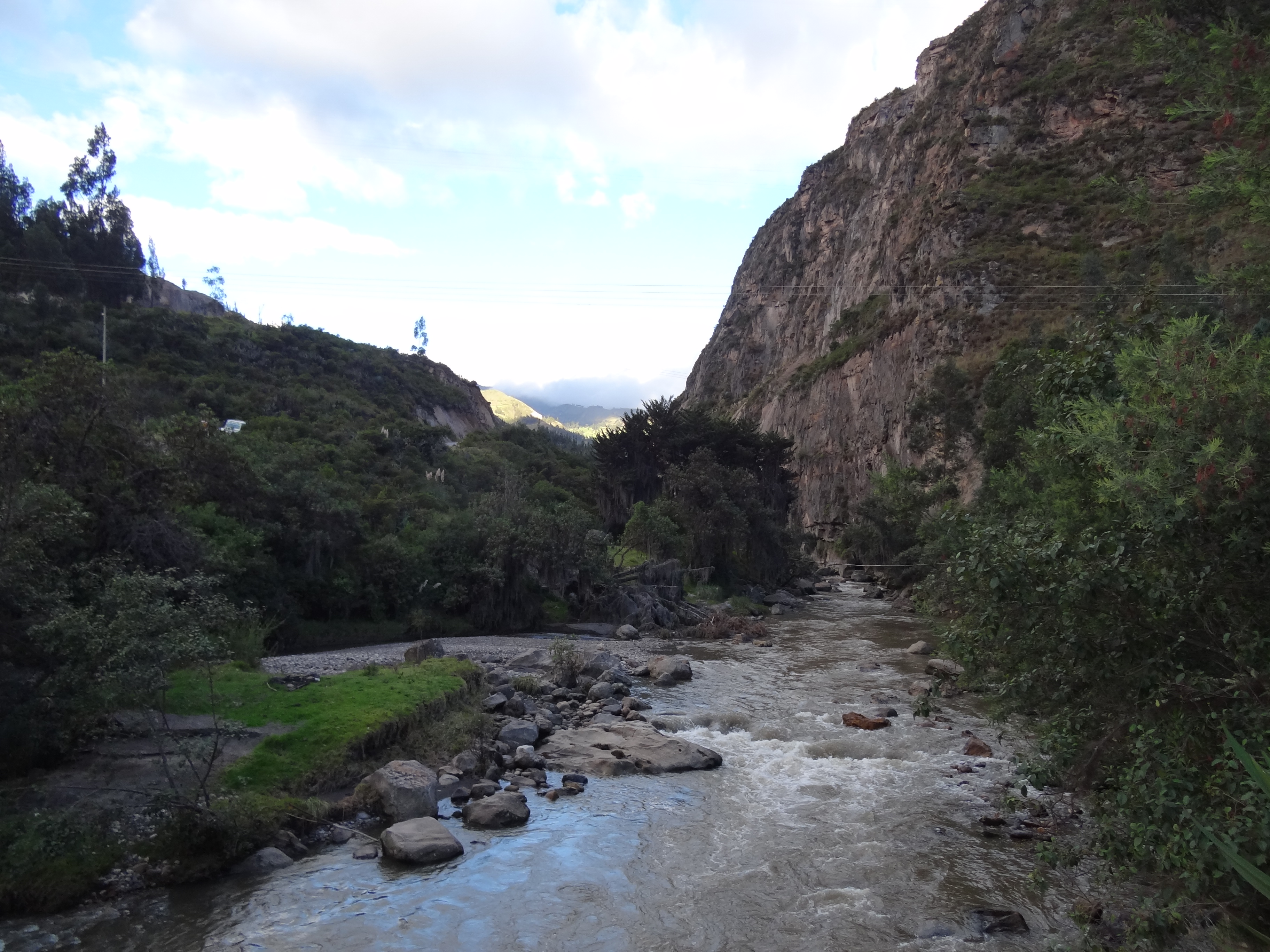
Río Gameza cerca de su confluencia con el Chicamocha en Puente Reyes.

El municipio tiene una superficie de 88 km².
Limita por el norte con los municipios de Tasco y Corrales, con Socotá por el oriente, por el occidente conCorrales, y por el sur con Tópaga y Mongua. Por su extremo occidental contacta con el río Chicamocha a través de su tributario, el río Gámeza, que recorre el límite sur del territorio. Cuenta con dos quebradas importantes: el Turmal y el Centro, y varias lagunas en la región de Páramo: la Negra, Larga, el Casadero, Tirones, Patos y la Verde.

## Economía
Las principales actividades económicas en la población son la agricultura, la ganadería y la minería. Dentro de la agricultura se destacan los cultivos de papa (64% de la producción), arveja, maíz, cebada, trigo, habas y zanahoria. En cuanto a la ganadería y la minería, principalmente se desarrollan el ganado lechero y la extracción de carbón.